# Médio da Guia
Mamede Antonio da Guia, mais conhecido como Médio da Guia (Rio de Janeiro, 19 de maio de 1911 — Rio de Janeiro, 8 de janeiro de 1948), foi um futebolista brasileiro que atuou como meio-campista.

## Biografia
Era irmão de Domingos da Guia, iniciou a carreira no Bangu onde teve grande destaque e foi campeão carioca de 1933. Foi contratado pelo Flamengo em 1936 e por lá ficou até 1942, jogando 171 partidas e fazendo 3 gols.
Era um meio-campo e os jornalistas o apelidaram de Médio, o nome de sua posição na época.

## Morte
Médio da Guia cometeu suícidio no dia 8 de janeiro de 1948.

## Títulos
Bangu
- Campeonato Carioca: 1933
- Torneio Início: 1934

Flamengo
- Campeonato Carioca: 1939 e 1942